# Самое странное дело Криминального доктора
«Самое странное дело Криминального доктора» (англ. The Crime Doctor's Strangest Case) — детективный фильм режиссёра Юджина Форда, который вышел на экраны в 1943 году.
Это второй фильм в серии студии Columbia Pictures о психиатре, докторе Ордуэее, известном как Криминальный доктор, который стал добровольным помощником полиции в расследовании сложных убийств. Как и в других фильмах серии, заглавную роль сыграл Уорнер Бакстер.
В этом фильме к доктору Ордуэю обращается за советом Джимми Троттер (Ллойд Бриджес), которому доктор помог избежать осуждения по делу об отравлении его работодателя, крупного риэлтора, которого Джимми не совершал. Когда Джимми снова получил работу секретаря у богатого риэлтора Уолтера Бёрнса (Джордж Линн) и собирается жениться на Эллен Монро (Линн Меррик), Ордуэй советует ему найти другую работу, а сам решает познакомиться с Уолтером. Буквально на следующий день Бёрнс неожиданно умирает, выпив отравленный кофе, и подозрение падает на Джимми. Доктор Ордуэй проводит расследование, обнаруживая, что у всех в доме был мотив убить Бёрнса. Среди подозреваемых помимо Джимми оказываются молодая, красивая жена риэлтора (Роуз Хобарт), его алчный брат (Сэм Флинт) и подозрительный племянник (Реджинальд Денни), псевдо-повариха (Глория Диксон), которая вместе с мужем-композитором (Джером Кауэн) охотится за деньгами своего пропавшего отца, а также бывшая звезда принадлежавшего Бёрнсу ночного клуба (Вирджиния Бриссак), которая затем тридцать лет проработала у него экономкой.
Критика в целом позитивно оценила фильм, отметив запутанный детективный сюжет, быстрый темп развития событий и сильную актёрскую игру.

## Сюжет
Молодой мужчина Джимми Троттер (Ллойд Бриджес) вместе со своей невестой Эллен Монро (Линн Меррик) приходит за советом к психиатру, доктору Роберту Ордуэю (Уорнер Бакстер). Джимми объясняет Эллен, что доверяет доктору Ордуэю, который в своё время спас его от беды, когда добился повторного суда, оправдавшего Джимми по делу об отравлении его босса. В свете этого, Джимми решил обратиться к доктору аз советом по поводу предстоящего брака. После того, как Джимми сообщает, что работает секретарём отставного руководителя агентства недвижимости Уолтера Бёрнса (Джордж Линн), это вызывает озабоченность доктора, так как предыдущим работодателем Джимми также был глава агентства недвижимости. Ордуэй советует отложить брак до тех пор, пока Джимми не найдёт другое место работы, предпочтительно не на индивидуальной основе, а в какой-нибудь крупной компании. Когда слегка расстроенный Джимми уходит вместе с Эллен, Ордуэй задаётся вопросом, почему после того, как Джимми был обвиняемым по делу об отравлении одного крупного риелтора, его нанял другой.
Решив разобраться во всём лично, Ордуэй приезжает в богатый дом Уолтера Бёрнса. Дверь ему открывает экономка мисс Патриция Корнуолл (Вирджиния Бриссак), которая ожидает приезда полиции, так как Бёрнс только что был обнаружен мёртвым. Она убеждена, что Бёрнса отравили, и это было именно убийство. Патриция сообщает, что проработала в этом доме уже 30 лет, после чего предупреждает Ордуэя, что хотя все родственники будут делать вид, что всё здесь мило и приятно, на самом деле это не так. Экономка проводит Ордуэя в спальню хозяина, где знакомит его с молодой женой Бёрнса Дианой (Роуз Хобарт). Диана сообщает, что у её мужа месяц назад случился инсульт, в результате чего его ноги парализовало, и с тех пор его регулярно наблюдал врач. Осмотрев тело и чашку на прикроватном столике, Ордуэй подтверждает, что Бёрнса действительно отравили, и это убийство. Когда брат Бёрнса Эддисон (Сэм Флинт) требует подтверждений этого, Ордуэй объясняет, что в чашке содержится сильный яд, и если бы Бёрнс принял его сам, то не смог бы донести чашку обратно до блюдца. Кухарка миссис Кепплер (Глория Диксон) сообщает, что это она приготовила кофе, а Патриция подтверждает, что отнесла его Уолтеру и поставила на столик. По её словам, в этот момент с ним был его секретарь Джимми Троттер, который пока не поставлен в известность о смерти босса и сейчас находится в своём кабинете на первом этаже. Когда Ордуэй просит каждого сказать, где он находился на момент смерти, племянник Уолтера Пол Эшли (Реджинальд Денни) настаивают на том, чтобы Ордуэй прекратил расспросы и оставил это дело полиции.
В этот момент в дом прибывает инспектор полиции Риф (Бартон Маклейн) вместе с детективом Ярнеллом (Томас Е. Джексон) и коронером, доктором Картером (Крейтон Хейл). Диана спрашивает у Ордуэя, как он оказался в их доме и какое право он имеет допрашивать их как подозреваемых в убийстве, на что Ордуэй отвечает, что они и есть подозреваемые, после чего уходит. Пока полиция разбирается с трупом, Ордуэй навещает Джимми в его кабинете, сообщая об убийстве Бёрнса, который умер практически сразу после того, как Джимми вышел из его комнаты. Джимми понимает, что станет главным подозреваемым, так как является идеальным козлом отпущения. Он сообщает, что они с Эллен поженились сразу после того, как вышли от Ордуэя. В комнату входит Риф, который арестовывает Джимми и уводит его на второй этаж. Ордуэй же проходит на кухню к миссис Кепплер, которая рассказывает, что проработала в этом доме шесть месяцев. Задав ещё несколько вопросов, Ордуэй затем жёстко просит кухарку сказать, кто она такая на самом деле и что делает в доме помимо того, что изображает кухарку. В этот момент раздаётся выстрел и Ордуэй выбегает с кухни в гостиную. Он видит, как Джимми бежит вниз по лестнице, и его преследуют полицейские с оружием. Оттолкнув Ордуэя, Джимми выбегает во двор, садится в машину доктора и скрывается.
В суматохе миссис Кепплер быстро уходит в свою комнату, снимает парик, переодевается и убегает через окно. Пока Ордуэй с улицы осматривает дом, к нему подходит Патриция, которая считает, что Джимми не убивал Бёрнса, зато кто-то очень хотел, чтобы самого Джимми застрелили, когда он убегал по лестнице. Она не говорит, кого конкретно имеет в виду, сообщая лишь, что последнее время по ночам её мучают странные кошмары. Она просит Ордуэя как психиатра осмотреть её, и он назначает ей время на следующий день утром. Когда выясняется, что миссис Кепплер сбежала со всеми своими вещами, Ордуэй сообщает Диане, что её кухарка была не тем, за кого себя выдавала. Дав полиции достаточно точное описание того, как миссис Кепплер выглядит на самом деле, Ордуэй уходит.
Джимми прибегает домой к Эллен, которая умоляет его пойти в полицию, однако Джимми убеждён, что после того, как за короткий промежуток времени он второй раз окажется подозреваемым в деле об отравлении, его точно посадят. В кармане его пиджака Эллен находит коробочку с ядом, которую затем относит к Ордуэю, а тот в свою очередь предлагает передать её полиции. Затем доктор принимает Патрицию, которая рассказывает о своём кошмаре, в котором видела Диану маленьким ребёнком. Она бежала по дорожке, прыгая через скакалку, но неожиданно дорожка оборвалась. Патриция позвала её, но Диана не услышала, она прыгнула с обрыва вниз и исчезла. После этого она увидела Диану повешенной на собственной скакалке на том же обрыве. Когда картинка снова стала ясной, Диана была уже взрослой женщиной, после чего Патриция услышала шаги, и появился Эддисон, у которого в руках был чемодан с таблетками, которым он пользовался на своей фармацевтической фабрике. Взглянув на Диану, он исчез, а затем исчезла и Диана. После этого Патриция проснулась, увидев у своей кровати Диану, Эддисона и Пола, которые сказали, что он кричала во сне. Вернувшись в нормальное состояние, Патриция рассказывает, что до прошлого года у Эддисона действительно была фармацевтическая фабрика, а Уолтер женат на Диане менее года. Его первая жена умерла 28 лет назад. Патриция ухаживала за Уолтером все эти годы, и считает несправедливым, что после этого Уолтер женился на Диане. Ордуэй полагает, что весь кошмар Патриции является «красивой ложью». Доктор гипнотизирует Патрицию, и под гипнозом она сообщает, что настоящее имя сбежавшей кухарки — Эвелин Фентон, и она замужем за Меллори Картрайтом (Джером Кауэн). Патриция точно помнит, что Эвелин родилась 31 год назад, в 1912 году. В тот день её отец Джордж Фентон и Уолтер Бёрнс, которые были совладельцами кафе «Золотые ночи», о чём-то серьёзно поспорили. Патриция, которая работала в кафе ведущей танцовщицей, слышала, как Фентон возражает против предложения Бёрнса инвестировать общие средства в недвижимость, предпочитая оставить накопленное дочери, которая родилась в этот день. В случае, если Бёрнс всё-таки решит инвестировать в недвижимость, Фентон предлагает разделить заработанное прямо сейчас. На следующий день газеты сообщили, что Фентон исчез вместе с 50 тысячами долларов, оставив жену и новорождённого ребёнка. С тех пор Фентона так и не нашли. После этого Патриция выходит из гипнотического транса, помня только о том, как описывала свой ночной кошмар. Доктор говорит ей, что из её рассказа вполне очевидно, что она верит в то, что Диана отравила своего мужа, и за это её должны повесить. Патриция подтверждает эти догадки доктора, напоминая, что именно Диана обнаружила Бёрнса мёртвым, а яд действует мгновенно. Она не хочет рассказывать о своих подозрениях полиции, и просит доктора сделать это. После того, как Ордуэй отправляет Патрицию домой, его ассистентка уверенно заявляет, что это Патриция отравила Бёрнса, так как он женился на другой после того, как она ждала от него предложения 30 лет. Теперь же Патриция пытается свалить вину на Диану. Когда Патриция входит из здания, за ней следят Диана, Эддисон и Эшли, опасающиеся, что она навредит им, если её не остановить.
Эллен подъезжает на такси и пересаживается в машину Ордуэя в тот момент, когда детективы с Ордуэем выходят из участка, обсуждая, что коробка с ядом похожа на те, в которых выпускал таблетки Эддисон. Детективы замечают женщину в машине доктора и решают за ней проследить. Когда Ордуэй отъезжает, Эллен говорит, что Джимми ожидает его в кафе, чтобы поговорить. Заметив слежку, Ордуэй просит Эллен позвонить Джимми и перенести встречу с ним в неработающий клуб «Золотые ночи». Ордуэя удивляет то, что хотя Бёрнс постоянно продавал дорогие здания и развлекательные центры, он по-прежнему владел этим бесполезным старым клубом. Оторвавшись от детективов, доктор подъезжает к клубу, где в тёмном зале обнаруживает труп повешенного Эддисона Бёрнса. Затем появляется Эллен, но Джимми нет. Когда они направляются осмотреть нижний этаж, в директорском кабинете доктор находит ещё тёплую керосиновую лампу, понимая, что кто-то был здесь не более 15 минут назад. Ордуэй передаёт Эллен лампу с просьбой немедленно доставить её в полицию на предмет отпечатков пальцев. Вылезая через окно Эллен разбивает её, после чего доктор отправляет девушку домой. Пока Ордуэй продолжает осматривать кабинет, кто-то бьёт его по голове, и он падает, роняя керосиновую лампу, от которой начинается пожар. Нападавшему не удаётся потушить пожар, и он убегает. Придя в себя, Ордуэй выбирается на улицу и вызывает пожарных.
Тем временем к клубу подъезжает Джимми, которого опознают и задерживают патрульные полицейские. Ордуэй в свою очередь звонит Эллен, и, убедившись, что она успешно добралась до дома, обещает вскоре заехать к ней. Затем он находит в телефонном справочнике адрес Меллори Картрайта и едет к нему. Дверь ему открывает Эвелин, в которой, несмотря на радикальное изменение её внешности, Ордуэй узнаёт бывшую кухарку миссис Кепплер. Вскоре появляется и сам Мэллори, который зарабатывает на жизнь сочинением музыки. Ордуэй замечает, что манжеты брюк Мэллори обожжены, а затем говорит, что ему известно, почему Эвелин устроилась под прикрытием в дом Бёрнсов. Эвелин отвечает, что таким образом хотела выяснить, что случилось с её отцом. Мэллори говорит, что это была его идея найти её отца, который, будучи подозреваемым в крупной растрате, бесследно исчез. Эвелин предполагает, что Бёрнс обвинил её отца в краже и убил его, устроив всё так, как будто тот сбежал. Меллори, который очень небрежен с огнём, бросает спичку в корзину для мусора, которая загорается. Он выбрасывает горящую корзину в окно, и она падает на крышу стоящего под окнами полицейского автомобиля. Когда в квартире Меллори появляются разъярённые Риф и Ярнелл, Ордуэй через служебный выход убегает. Не поймав доктора, детективы увозят в участок Меллори и Эвелин.
Среди ночи Ордуэй возвращается к дому Бёрнса, поднимаясь по приставной лестнице на второй этаж, чтобы осмотреть окно спальни убитого. Около самого окна, на оплетающем дом кустарнике Ордуэй находит соломинку. Он также обнаруживает небольшое отверстие в окне, сквозь которое можно вставить соломинку так, что она достаёт до прикроватного столика. Зашедшая в комнату Диана замечает свет от фонарика, проникающий снаружи. Она берёт револьвер и зовёт на помощь подъехавшего Пола, что вынуждает доктора спуститься вниз. Убирая лестницу, Ордуэй встречает на улице Патрицию, которая проследила за ним. Тем временем Пол говорит Диане, что Патриция, уверенная в том, что Диана стоит за убийством Бёрнса, делает всё, чтобы добиться её обвинения. Затем Пол прямо заявляет Диане, что это она убила Бёрнса из-за наследства. Но он готов хранить об этом молчание, если она согласится выйти за него замуж.
В этот момент в дверях появляется Ордуэй, чтобы поговорить с Дианой. Когда она рассказывает, что видела сегодня ночью человека на лестнице у окна спальни мужа, доктор признаётся, что это был он. Затем он спрашивает, знают ли Диана и Пол человека по имени Картрайт, и Диана говорит, что знает такого человека. Однако о Джордже Фентоне и мисс Фентон, которые могли вымогать деньги у её мужа, она не слышала. После этого Ордуэй уходит, и, провожая его, Диана просит подвезти её до города, чтобы переночевать в гостинице, так как опасается Патриции, которая, по её мнению, сошла с ума. Доктор говорит, что этой ночью разговаривал с Патрицией, сказав ей, что утром Диану арестуют, что доставило экономке радость, и она спокойно пошла спать. Затем Ордуэй спрашивает Диану, почему она сказала неправду, что обнаружила чашку с кофе на столике, хотя на самом деле она была на кровати. Диана подтверждает, что чашка была на кровати, и она автоматически поставила её обратно на блюдце на столике. Она не сказала об этом сразу, так как опасалась, что из-за этого попадёт под подозрение. Далее Диана поясняет, что Пол ничего не получит как наследник, и основная часть наследства отойдёт ей. Она также говорит, что Бёрнс держал где-то в доме до 100 тысяч долларов наличными, правда, она не знает, где именно и для какой цели, но об этом, по её мнению, мог знать его брат Эддисон.
Доктор приходит на квартиру к Эллен, встречая там Рифа и Ярнелла, которые ожидали его, чтобы допросить о пожаре в клубе и об убийстве Эддисона. Джимми арестовали около клуба, и он сознался, что пытался бежать от полиции, после того, как увидел тело Эддисона. Они также задержали Меллори и Эвелин. В свою очередь Ордуэй показывает детективам найденную соломинку, объясняя, что, по его мнению, с помощью этой соломинки убийца пустил яд через окно в кофейную чашку Бёрнса. Он также сообщает, что миссис Кепплер и Эвелин Картрайт — это оно и то же лицо. Доктор просит выпустить на свободу утром всех четверых, говоря, что это быстрее приведёт их к убийце, после чего обещает рассказать детективам, почему было совершено убийство. Уже у себя дома Эвелин читает Меллори газетное сообщение, что Джимми был обвинён в обоих убийствах. В статье также говорится, что тело Эддисона перевезено в морг, а с клуба снята полицейская охрана, что радует Меллори. Прочитав это же газетное сообщение, озадаченный Джимми отправляется на улицу, оставив Эллен дома.
Тем же вечером Ордуэй приглашает Пола и Диану в клуб «Золотые ночи», где ведёт их на нижний этаж. В директорском кабинете Ордуэй показывает им скелетированное тело мужчины в костюме и часах, на которых выгравировано его имя «Фентон». В этот момент появляется вооружённый Меллори Картрайт вместе с Эвелин. Осмотрев часы с гравировкой, Меллори убеждается в том, что это труп отца Эвелин. Он требует у Дианы украденные Бёрнсом 50 тысяч, и Диана соглашается отдать их, но только по судебному решению. Меллори вместе с Дианой и Эвелин уезжают в полицейский участок, чтобы заявить об обнаружении тела Фентона, а Ордуэй вместе с Полом остаётся в кабинете, попросив его забрать со стола его пистолет. Осматривая рабочий стол, Ордуэй отодвигает его, обнаруживая в стене за ним потайной сейф. В этот момент Пол направляет на доктора пистолет, требуя отойти в сторону. Открыв сейф, Пол достаёт оттуда конверт и собирается уйти. Когда он спускает курок, чтобы застрелить Ордуэя, выясняется, что пистолет не заряжен. В кабинет входят Риф и Ярнелл, арестовывая Пола. Ордуэй говорит, что настоящие деньги уже были доставлены в участок сегодня днём. Когда Полу предъявляют обвинение в двух убийствах, он отвечает, что не убивал Уолтера, а это сделал Эддисон. Пол сразу заподозрил его в первом убийстве, так как Эддисон был химиком. Проследив за ним, Пол увидел, как Эддисон открыл этот сейф. Пол знал, что Уолтер прятал где-то большие суммы наличных для тайных сделок, но не знал, где именно. Эддисон, вероятно, узнал об этом сейфе только после того, как Уолтера парализовало, и он решил сделать брата своим доверенным лицом. Пол говорит, что когда после убийства Эддисон пришёл в клуб, чтобы забрать деньги, Пол обвинил его в преступлении. Между ними началась борьба, в ходе которой Пол случайно задушил Эддисона. После этого, чтобы представить смерть Эддисона как самоубийство, Пол повесил его. Ордуэй добавляет, что только что Пол «случайно» пытался застрелить и его.

## В ролях
- Уорнер Бакстер — доктор Роберт Ордуэй
- Линн Меррик — Эллен Троттер
- Глория Диксон — миссис Кепплер / Эвелин Фентон Картрайт
- Бартон Маклейн — детектив Риф
- Джером Кауэн — Мелори Картрайт
- Реджинальд Денни — Пол Эшли
- Роуз Хобарт — миссис Диана Бёрнс
- Вирджиния Бриссак — Патриция Корнуолл
- Ллойд Бриджес — Джимми Троттер
- Констанс Уорт — Бетти Уотсон
- Сэм Флинт — Эддисон Бёрнс
- Крейтон Хейл — доктор Картер
- Томас Э. Джексон — детектив Ярнелл
- Джордж Линн — Уолтер Бёрнс
- Рэй Уокер — мистер Джордж Х. Фентон

## Создатели фильма и исполнители главных ролей
Сценарист фильма Эрик Тейлор за свою карьеру работал над 43 фильмами, среди которых фантастический фильм нуар «Чёрная пятница» (1940), хоррор «Призрак Франкенштейна» (1942) и музыкальный фильм ужасов «Призрак Оперы» (1943). Режиссёр Юджин Форд поставил такие детективные фильмы, как «Чарли Чан в Лондоне» (1934), «Инспектор Хорнли» (1939) и «Майкл Шейн, частный детектив» (1940).
Уорнер Бакстер начинал карьеру с немых фильмов, наиболее заметными среди которых были «Великий Гэтсби» (1926) и «Ужасная правда» (1925). Наиболее известными фильмами Бакстера звуковой эпохи стали вестерн «В старой Аризоне» (1928), который принёс ему «Оскар» за исполнение главной роли, музыкальная комедия «42-я улица» (1933) и детективный фильм «Пентхаус» (1933). В начале 1940-х годов в связи с ухудшением состояния здоровья Бакстер практически перестал сниматься, за исключением исполнения роли доктора Ордуэя, которую сыграл в десяти фильмах на протяжении 1943—1949 годов.
Линн Меррик за свою кинокарьеру, охватившую период с 1940 по 1955 год, сыграла в 44 фильмах, среди которых криминальные мелодрамы категории В «Голос Свистуна» (1945), «Бостонский Блэки задержан по подозрению» (1945), «Бостонский Блэки в опасности» (1946) и «Я люблю трудности» (1948).
Девятым в титрах фильма указан молодой контрактный актёр студии Columbia Pictures Ллойд Бриджес, который в дельнейшем сделал успешную карьеру.

## История создания фильма
Это второй из десяти фильмов студии Columbia Pictures о Криминальном докторе, которые вышли в период 1940—1947 годов. Во всех фильмах сериала Уорнер Бакстер исполнил главную роль доктора Ордуэя, бывшего преступника, который стал детективом-любителем. Этот фильм подхватывает сюжетную линию Ордуэя из первого фильма цикла, напоминая, что доктор уволился из комиссии по условно-досрочному освобождению, и начал собственное расследование преступлений отдельно от полиции.
Фильм находился в производстве с 15 сентября до 5 октября 1943 года и вышел на экраны 9 декабря 1943 года.

## Оценка фильма критикой
Как пишет историк кино Ким Ньюман, фильм поставил «специалист по детективам», режиссёр Юджин Форд по достаточно запутанному сценарию Эрика Тейлора, в котором присутствует «убийство убийцы кем-то другим, кто затем пытается заниматься шантажом, скелет, найденный в заброшенном танцевальном зале, и флэшбэки из 1912 года. На самом деле, всё настолько сложно, что поспешное объяснение в конце фильма не полностью связывает все второстепенные нити тайны». Что касается Бакстера, то, по мнению Ньюмана, из-за слабого здоровья «он не вполне в состоянии вести учтивую светскую беседу, и его детектив производит впечатление скорее назойливого человека, чем бесстрашного борца за справедливость».
Историк кино Клифф Алиперти отмечает, что «фильм полон знакомых лиц и развивается с головокружительной скоростью». Он «никогда не останавливается на достигнутом и ставит под подозрение нескольких, если не всех, персонажей и даже принимает вычурный оборот с эпизодом „тёмного сна“, рассказанным мисс Патрицией». Алиперти отмечает «прекрасную актерскую игру всех», при этом Бакстер даёт «даже немного больше, чем в более поздних фильмах (цикла)». «Настоятельно рекомендуя» этот фильм, Алиперти называет его «превосходной детективной историей по сравнению с предыдущим „Криминальным доктором“ (1943)».